# Krucifix (Dědek)
Pískovcový pilíř s kovovým krucifixem z roku 1880 se nalézá u obecního domečku ve vesnici Dědek, místní části obce Živanice v okrese Pardubice.

## Popis
Pískovcový pilíř s kovovým krucifixem stojí ve čtvercovém ozdobném mřížovém ohrazení s dvířky na čelní straně a pískovcovými sloupky v rozích. Mříž je upevněna v pískovcovém základu.
Uprostřed mřížového ohrazení stojí na pískovcovém schodě nízký, nahoře okosený hranolový podstavec, na jehož čelní straně je ve vyhloubeném obdélníkovém rámečku se zalomenými rohy umístěn zlacený nápis „Tento svatý kříž ke cti a chvále Boží věnovala obec Dědek Léta Páně 1880“.
Na podstavci stojí užší pilíř s vyhloubenou nikou zakončenou nahoře lomeným obloukem, ve které je umístěn zlacený reliéf Panny Marie. Nad nikou se nalézá lucerna.
V pilíři je ukotven litinový kříž se zlaceným drobným korpusem Krista a svatozáří kolem hlavy. Ramena kříže jsou zakončena rostlinnými motivy. U nohou kříže stojí dvě malé zlaté sošky apoštolů opírajících se o kruhový zlacený nápis IHS.

## Galerie

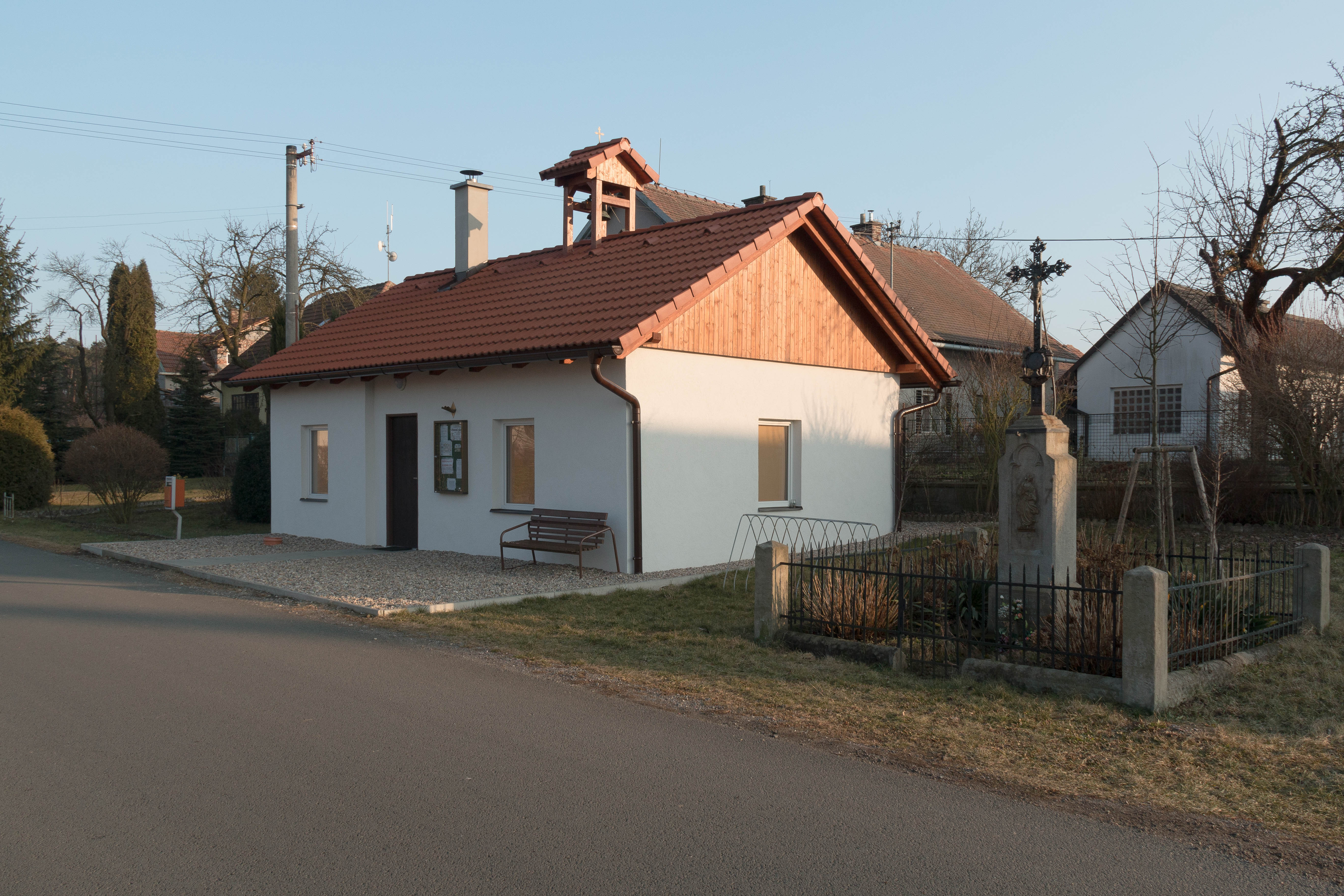
Celkový pohled na kříž s obecním baráčkem
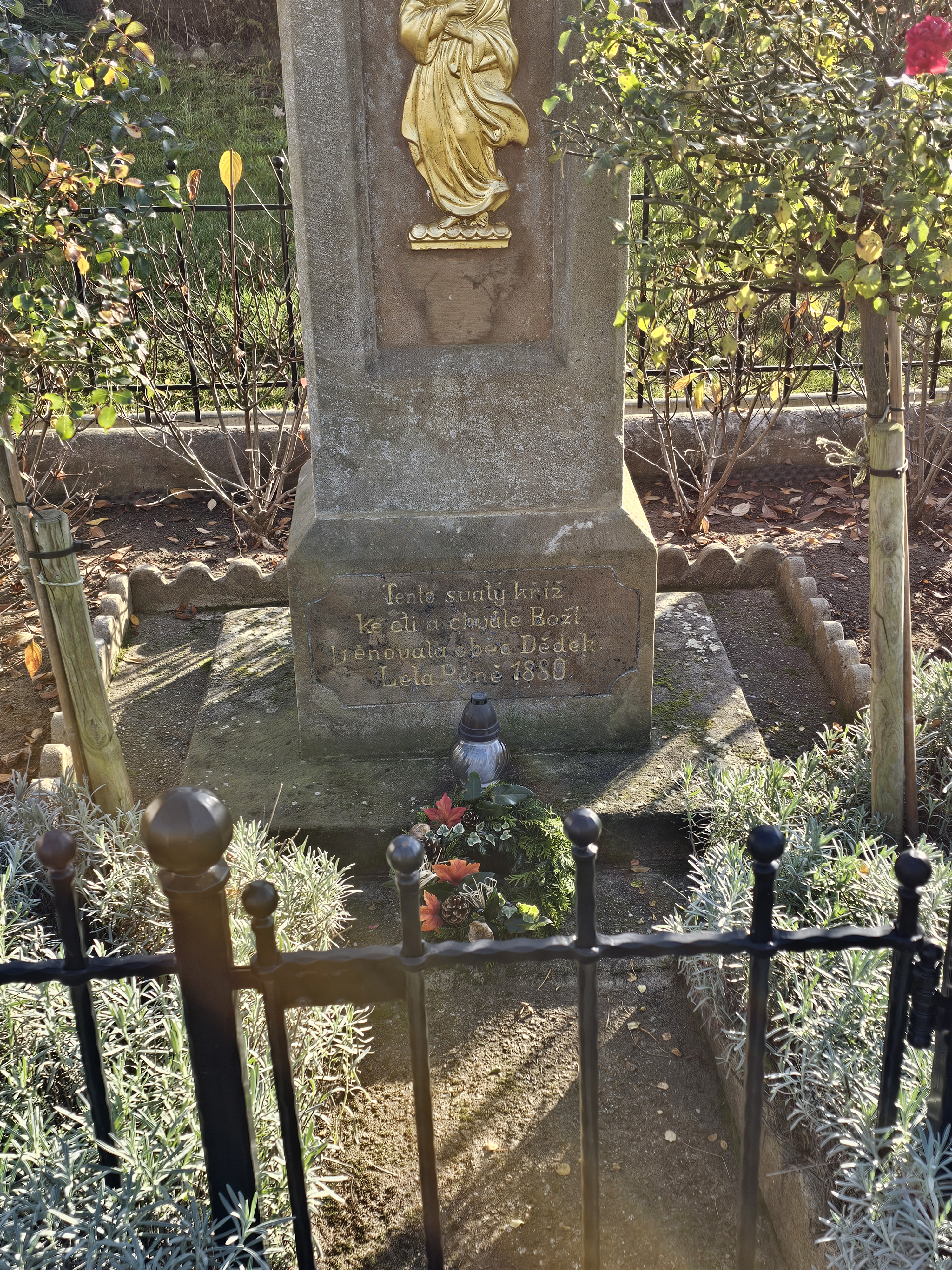
Detail podstavce krucifixu